# Sempre per excel·lir
"Sempre per excel·lir" és la traducció al català de la frase en grec antic 'αἰὲν ἀριστεύειν' (aièn aristeúein) que sovint s'utilitza com a eslògan o lema motivacional a diferents institucions acadèmiques.

## Origen i etimologia
La frase es deriva del sisè llibre de la Ilíada d'Homer; s'utilitza en un discurs que Glauc fa a Diomedes. Durant una batalla entre grecs i troians, Diomedes queda impressionat per la valentia d’un misteriós jove i exigeix conèixer-ne la seva identitat. Glauc respon: "Hipòloc em va engendrar. Afirmo ser el seu fill i em va enviar a Troia amb instruccions estrictes: Sempre per excel·lir, per fer-ho millor que els altres i per donar glòria als vostres avantpassats que, de fet, eren molt grans... Aquesta és la meva ascendència; aquesta és la sang que estic orgullosa d'heretar".

## Ús com a lema motivacional
La frase s'ha utilitzat com a lema motivacional de diverses escoles i universitats, principalment al Regne Unit, com ara la Universitat de St Andrews, però també als Estats Units i al Canadà. En són alguns exemples la Caistor Grammar School, The Edinburgh Academy, Kelvinside Academy o Old Scona Academic High School, així com universitats com el Boston College. També és el lema de l’Estat Major General de la Defensa Nacional Hel·lènica. L’organització esportiva finlandesa ENCE Esports va utilitzar la frase com a part del seu logotip original abans que l’organització es tanqués el 2014. Quan ENCE es va rellançar el 2016, el logotip es va canviar i la frase es va deixar fora del logotip, però la frase encara es fa servir com a lema per ENCE.